# 마리스 라칼
마리스 라칼(Maris Racal, 1997년 9월 22일 ~ )는 필리핀의 배우, 가수이다.

## 참여 작품

### 텔레비전
- 오 마이 G!
- ASAP (텔레비전 프로그램)
- 마알라알라 모 카야
- 잇츠 쇼타임 (텔레비전 프로그램)
- 앙 프로빈샤노
- 캔트 바이 미 러브 (드라마)